# Le Dernier Jour d'un condamné (bande dessinée)
Le Dernier Jour d'un condamné est un album de bande dessinée adapté du roman éponyme de Victor Hugo.
- Scénario et dessins : Stanislas Gros
- Couleurs : Marie Galopin

## Publication

### Éditeurs
- Delcourt (Collection Ex-Libris) (2007)  (ISBN 978-2-7560-0533-1)